# Felvinc
Felvinc (románul Unirea, korábban Vintu de Sus, németül Oberwinz, korábban Winzendorf vagy Winsch) község Romániában, Fehér megyében. Az egykori, 1876-ban megszüntetett Aranyosszék központja.

## Fekvése
A nagyközség Nagyenyedtől 17 km-re északkeletre, a Maros jobb partján, a Keresztesmező déli szélén, a Létom patak mellett található. A Maros túlsó partján, a községtől 4 km-re délkeletre fekvő Marosújvárral híd köti össze.

## Története
Felvinc történelmi múltja az őskorig nyúlik vissza. Egyrészt az itt-ott véletlenül felbukkanó leletek azt igazolják, hogy a kőkorszaktól kezdve emberi település létezett itt. Másrészt a földrajzi körülmények is arra engednek következtetni, hogy ez a hely alkalmas volt emberi települések alapítására.
A megélhetéshez szükséges víz – Maros –, a benne levő halak és a domboldalakon elterülő erdők, amelyek tüzelő és építkezési anyagként szolgáltak, meg a vadak és a jó, termékeny föld mind megtalálható ezen a területen.
A faluhoz közel eső úgynevezett Kamara-dombon csiszoltkő-korszakból származó kb. 12–14 cm hosszú, ovális alakú 2,5 – 3 cm átmérőjű lyukkal ellátott kőkalapácsot találtak a földművesek. Ez a kolozsvári régészeti (történelmi) múzeumba került. A Likinek nevezett határrészen az ásatások során negyvennél több, földbe ásott kunyhót és Árpád-házi királyok idejéből származó fémérméket és számos cserépedény-töredéket találtak.
A település neve először a II. András magyar király 1219-ben kiállított adománylevelében szerepel Winsch formában; ekkor a birtokos az esztergomi káptalan lett. A név magában foglal egy latin eredetű szót: vinus, vinum – azaz bor, ám a külalakja német hatást tükröz (sch-szerkezet). Ugyancsak II. András királynak 1231-ben kiadott második Felvincre vonatkozó adománylevelében a falu Oronos-Vinch néven jelenik meg. Ez a mai Aranyos-Vinc névre enged következtetni. Más hiteles irat hiánya miatt a fenti kettőre hivatkozva azt állíthatjuk, hogy a település 13. század elején (vagy talán a 12. század végén) kapta nevét és ugyanettől az időszaktól beszélhetünk egy szervezet településről.
Az akkori lakosok nemzetségi hovatartozását illetően nincsenek biztos információink. Ebben az esetben is az általános történelmi tények szolgálhatnak mindössze alapul. Feltételezések szerint a településen az 5.-8. századtól bolgár-törökök, majd a 13. századtól magyarok éltek. A bolgár-török népek itteni tartózkodására utalnak a fennmaradt földrajzi nevek: Maros, Szamos, Temes, Krassó, Küküllő stb. Az írott történelmi munkák megállapításai szerint a lakosság általában apró, kevés számú kunyhókból álló, laza településekre oszolva élte a maga egyszerű életét.
1289-ben Aranyosszék létrehozásával Felvinc jogi, gazdasági, közigazgatási és társadalmi helyzete megváltozott: már nem tartozott a tordai várhoz, és a betelepített székelyek adómentességet élveztek. Felvinc Aranyosszék legnépesebb településévé vált. Itt is bevezették a székely faluközösség hagyományos szabályait, a szabad paraszti életformát, az önigazgatást. A falu lakói közösen választottak maguknak vezetőket, alkottak helyi törvényeket, intézték el a vitás kérdéseket.
III. András 1291. március 12-én kelt adománylevele – amelyben megerősítette IV. László 1289-es oklevelében írottakat – név szerint felsorolta Aranyosszék településeit; ebben jelent meg Felvinc neve először a mai formájában.
Az esztergomi érsekség nem nyugodott bele felvinci jogainak elvesztésébe és Sándor országbírónál keresett jogorvoslatot. Harminc év huzavona után 1327. június 4-én került sor az ítélet kihirdetésére: az országbíró Felvincet az esztergomi érsekségnek ítélte.
Szapolyai János király 1538. november 27-én ítéletet hirdetett Gerendkeresztúron az aranyosszéki székelyek és Felvinc városa közötti perben, innen tudjuk, hogy a településnek ekkor már városi kiváltságai voltak. Felvincnek, mint mezővárosnak pallosjoga volt.
Megrázkódtató hatással volt a lakosságra az 1514-es Dózsa György vezette felkelés és az 1526-os mohácsi vész: Felvinc az Erdélyi Fejedelemség része lett. A város gazdasága fellendült, a vidéken szőlőt termesztetek. Az 1533. június 1-jén Gyulán tartott ferencrendi közgyűlésen elrendelték, hogy a kolozsvári ferencrendiek is kapjanak a jó minőségű felvinci borból.
1600–1603 között Giorgio Basta és Vitéz Mihály seregei többször átvonultak a város területén, a lakosságot kifosztva. 1644 és 1658 között a települést több ízben is tatár támadás érte. Az 1694-es újabb tatár támadás üresen találta a várost, mert lakói már 1693-ban elmenekültek. Szilágyi András aranyosszéki főszolgabíró és Bakcsi Mihály alkirálybíró jelentették Bánffy György kormányzónak a következőket: „Itt nincs semmi épület, 18 szabad ember most ment haza lakni, a cinterem körül telepedtek valami hitvány kunyhókba.”
A kuruc-labanc háborúk idején, 1704. július 3-6 között Csáki László Felvincen írt leveleiben segítséget kért Torockai István fővezértől; 1729. szeptember 14-én itt halt meg Tiege osztrák tábornok, aki előzőleg végigpusztította Erdélyt.
A 18. század vége és a 19. század egy gazdasági és fejlődési lendülést jelentett a település és egyben a térség számára. 1751. április 19-től postajárat létesült Felvincen és így a város belekapcsolódott az országos postakocsi hálózatba. 1846-ban a bécsi udvar elrendelte a térség székházának Felvincre való felépítését – az épület 22000 forintba került és 1848-ban fejezték be.
Az 1848–1849-es események újabb emberi és anyagi veszteségeket hoztak a már szépen fejlődő Felvinc lakóira. Orbán Balázs leírásában: „A díszes templomukra büszke felvincziek 1848. november 13-án éppen annak felszentelési ünnepére készültek, midőn Grácze osztrák százados által nyolcezer oláhból álló tábor ütött tanyát a Pestes nevű szőlőhegy alatt. A felvincziek a gyászos példákból tudhatván, hogy az oláh táborok ily látogatása mit szokott jelenteni, s mivel a városban semmi erő, mi védhette volna, nem volt, gyorsan menekültek el, ötvenkét személyt azonban a városra csapott oláhok menekülés közben meglesvén, elfogták s egytől egyig a legszörnyűbb kegyetlenkedéssel gyilkoltak le. Az elmenekültek is csak magukat menthették meg, de minden vagyonuk hátramaradt, az oláhok aztán szabadon prédáltak ott kényük, kedvük szerint, mi értékes bútor, kereskedelmi cikk, élelmiszer stb. volt, a közt huszonötezer veder bort is kihordtak a táborba, s aztán várost minden oldaláról felgyújtva, földdel egyenlővé tették. Ekkor a reformátusok új templomát, iskolaházát, papi, mesteri lakokat s az egyház fogadóját is elégették, úgy, hogy csak maga a ref. Egyházközség húszezer pft. kárt vallott. A pusztításokat a település 1860-ra „heverte” ki.

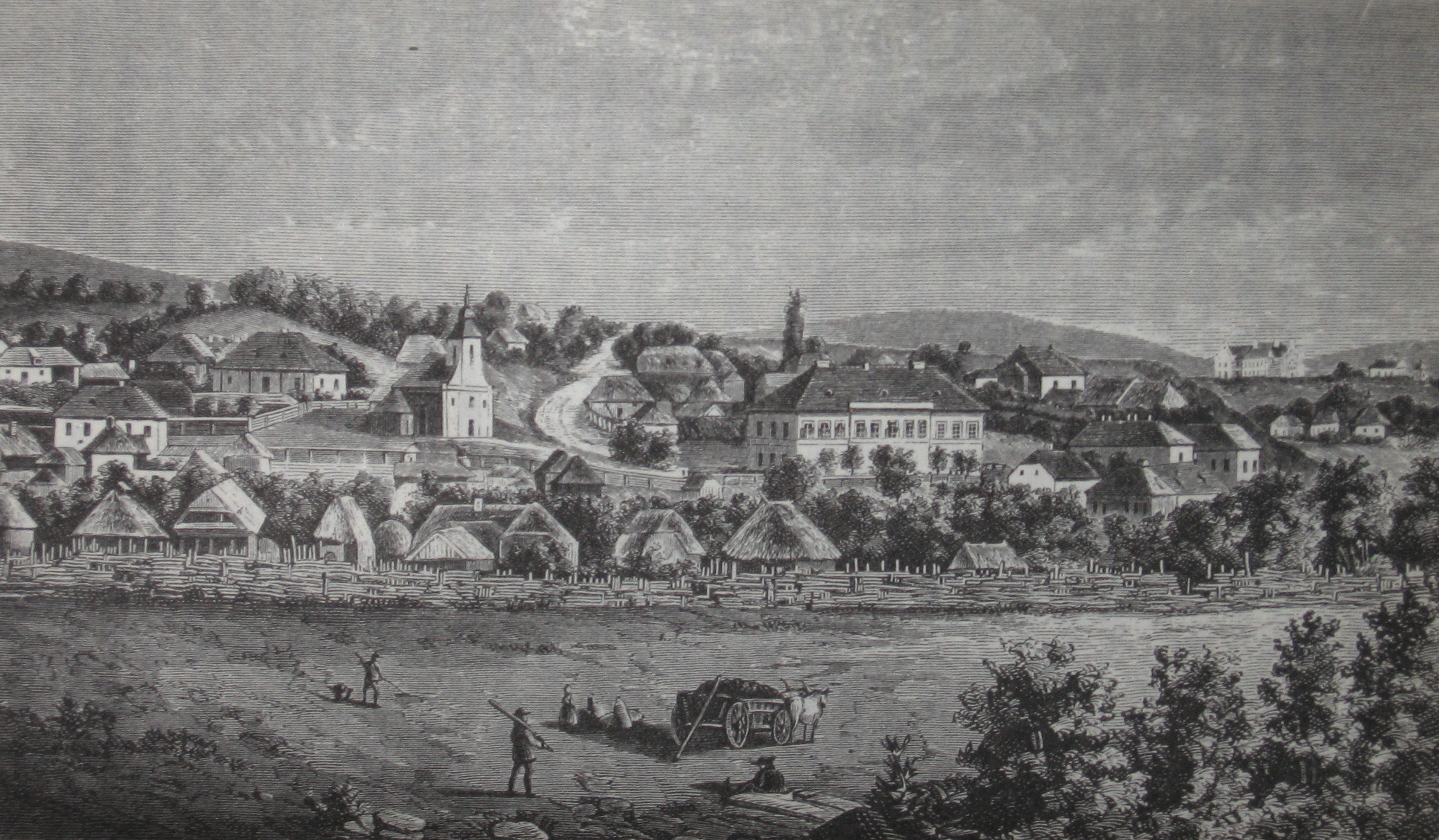
Felvinc a 19. században

1860-ban a járási hivatal beköltözött a restaurált székházba. Ettől kezdve egy újabb fellendülés kezdődött, amelynek előmozdítói Kovács János (főbíró), Nádudvari László (jegyző), Kovács Albert, Szacsvai Lázár, Bálint József (tanácstagok) voltak. 1867-ben három malom működött a helységben, 1870 körül létesítettek egy polgári olvasókört szórakozás céljából, 1874-ben már készült az új vasúti töltés, épült az új állomás és végül, 1880-ban férfi dalegylet alakult. A trianoni békeszerződésig Torda-Aranyos vármegye Felvinci járásának székhelye volt.
A település 1901-ben elvesztette városi státuszát és átalakult nagyközséggé. A 20. század első évei anyagi nehézségeket hoztak a település lakosságára, ezeket az első világháború súlyosbította. Erdély Romániához csatolása szintén áldozatokat követelt. A felvinci gazdák lázadni készültek a rendszerváltás miatt, de a román nemzeti gárda meghiúsította tervüket. Az új rendszerben Felvinc megmaradt járási központnak Vintul de Sus néven. Akik 1918 előtt a közigazgatásban dolgoztak, elveszítettek állásaikat, helyükbe románok léptek. A környező román többségű falvakat: Veresmartot, Inakfalvát, Alsó- és Felsőfügedet, Dombrót és Mohácsot egy közigazgatási egység alá vonták Unirea néven. Ezt a magyarok számára hátrányos intézkedést Copindeanu veresmarti görögkatolikus pap és parlamenti képviselő eszelte ki, és valósította meg az 1920-as évek végére. Az 1930-as évek vége felé megélénkült a magyarellenesség, a településen különböző plakátok jelentek meg a „Vorbiţi numai româneşte!” (Csak románul beszéljenek!), és a „Nici o brazdă!” (Egy barázdát sem!) felirattal. Utóbbi az állam határainak sérthetetlenségére vonatkozott. A magyar gazdáktól földeket vettek el, ezeket a románoknak adták. Ebben az időszakban alakult ki két új utca is (a Traian, meg a Târgului), ahova románok és cigányok települtek be.
A bécsi döntést követően 1940-ben nagyon sokan átszöktek Észak-Erdélybe a hadseregbe való besorozás elől. A soviniszta írott és rádiós propaganda megerősödött, megszaporodtak az összetűzések. Ez az időszak, valamint az 1944. augusztus 23-iki fordulat újabb pusztítást hozott a településre: Románia átállásával a szövetséges hatalmak oldalára a keleti oroszországi front nyugatra tolódott, így Felvinc tűzvonalba került. A szovjet és a román hadsereg kifosztotta a települést, sok lakost Szibériába hurcoltak el.

## Lakossága

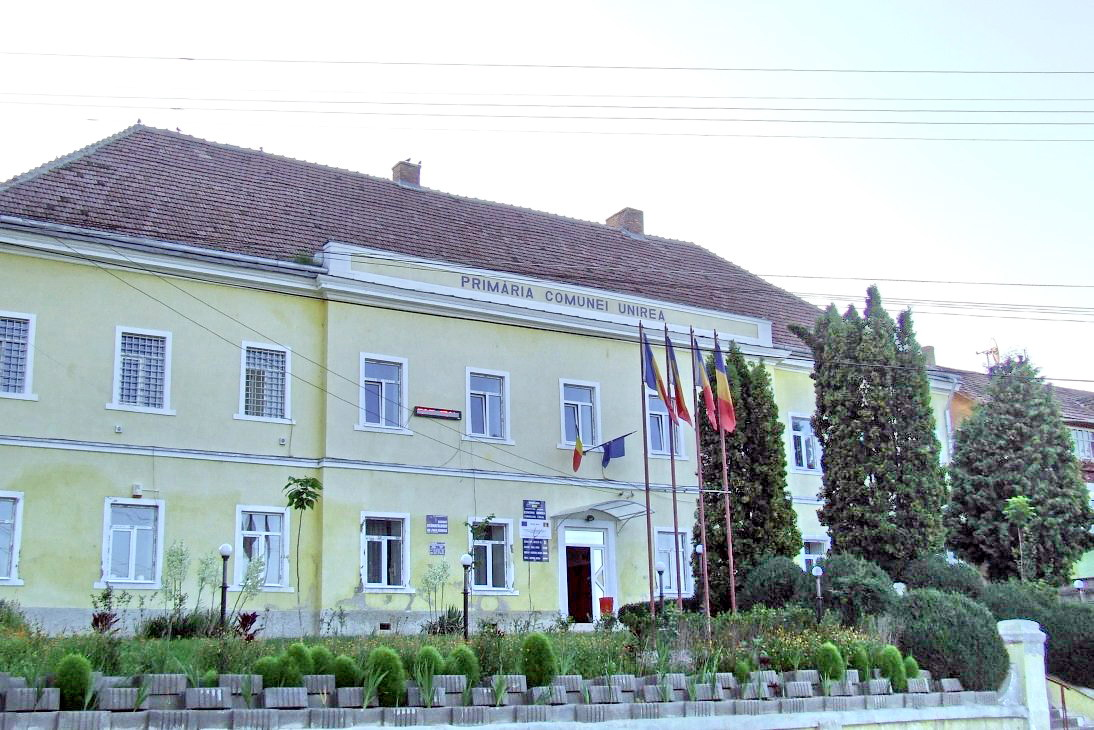
A községháza

1219-ben a tordai várhoz tartozó Felvinc lakói között huszonhat szolganép élt királyi gazdaságokban, akik terményben adóztak a királynak. Voltak közöttük vadászok, halászok, lovászok, pásztorok, sütők, tímárok, kovácsok, szűcsök, pecérek, solymárok, zenészek, hírnökök stb.
A 11.-12. században a katolikus vallás terjedt el, majd a 16. században az unitárius és a református vallás is teret hódított magának. 1578-ban megalakult a nagyenyedi református egyházmegye, melynek Felvinc is része lett.
Orbán Balázs szerint Felvinc és Aranyosszék lakossága teljes egészében protestáns (ezen belül református). Ezt Jakó Zsigmond kutatásai cáfolták meg, melyek szerint ebben a székben kilenc falunak volt katolikus temploma. Az 1760–1766 közötti statisztikai adatok szerint Felvinc lakossága nyolcszáznegyvenhét lakosra tehető, melyből hétszáznegyvenegy református vallású és csak százhat volt katolikus vallású.
Felvinc összlakossága 1890-ben 1856 lélekből állott. Nemzetiségek szerint következőképpen oszlott meg: magyar (1630 lélek), román (124), német (6), tót (l), egyéb, főként zsidó és cigány (95).
1910-ben 2088 lakosából 1775 magyar, 196 román, 108 cigány volt. A második világháború után magyar többségét elveszítette, 1930-ban 2960 lakosából 1521 magyar, 1334 román, 1992-ben társközségeivel együtt 5723 lakosából 4242 román, 810 (14%) magyar, 666 cigány lakta.
2011-ben 3414 lakosából 2107 román, 487 magyar, 621 cigány lakosa volt. 198 fő nem nyilatkozott hovatartozásáról.

## Építészeti jellegzetességek
Egykori városi státuszának köszönhetően, a település régi épületeire a polgárias stílus jellemző. Magas, hosszú, tornácos házak, gazdagon díszített külső homlokzattal sorakoznak az utcák mentén, magas szobáikban sűrűn elhelyezett ablakmélyedéses, olykor redőnyös ablakok biztosítják a belső terek világosságát. A szobák rendszerint egymással és egy központi nappalival, folyosóval vagy épp a tornáccal közvetlen kapcsolatban vannak, nyitottságot, eleganciát sugallva. Oszlopos kerítéseik téglából épültek, vasrácsos betétekkel, masszív vaskapukkal. A nagy gazdaságokra jellemző módon a házak alatt borpincék, mellettük nagy csűr, raktár található. Udvaraikat, gazdag virágoskertek, gyümölcsfák, szőlőlugasok, fenyők vagy más jó árnyékot tartó öreg fák tarkítják. Módosabb családoknál a nappali- vagy olvasó szobákban gyakran zongora is volt.

## Híres emberek
- Itt született 1894-ben Weress Béla unitárius lelkész, egyházi író, lapszerkesztő.
- Itt született 1906-ban Szécsi Sándor  brassói tanár, népművelő.
- Itt született 1932-ben Wagner István kolozsvári kutató, növénynemesítő.